# Henk Sneevliet
Hendricus «Henk» Josephus Franciscus Marie Sneevliet (Rotterdam, 13 de maig de 1883 - camp de concentració d'Amersfoort, 13 d'abril de 1942), conegut pel pseudònim Maring, va ser un comunista neerlandès. Com a funcionari de la Internacional Comunista, Sneevliet va acompanyar la formació del Partit Comunista Xinès el 1921. Al seu país natal, va fundar i va presidir el Revolutionair Socialistische Partij (RSP/RSAP) i va ocupar l'únic escó del partit a la Cambra de Representants dels Països Baixos. Va participar en la resistència antifeixista contra l'ocupació nazi dels Països Baixos durant la Segona Guerra Mundial, per la qual cosa va ser executat pels alemanys l'abril de 1942.

## Biografia
Hendricus Sneevliet va néixer a Rotterdam i va créixer a 's-Hertogenbosch. Els seus pares eren Anthonie Sneevliet, un fabricant de cigarretes, i Henrica JW van Macklenbergh.
Després de concloure els seus estudis el 1900, Sneevliet es va traslladar a Zutphen i va treballar per als ferrocarrils neerlandesos. El 1902, es va afiliar al Partit Socialdemòcrata dels Treballadors (SDAP) i al sindicat de treballadors de ferrocarrils i tramvies. A partir de 1906, va militar a l'SDAP a Zwolle, i, després de les eleccions municipals de 1907, va convertir-se en el primer regidor socialdemòcrata de la ciutat. Sneevliet va estar molt actiu al sindicat i va ser elegit membre del comitè executiu el 1906. El 1909, va ser nomenat vicepresident del sindicat i editor en cap del seu diari. Va accedir a la presidència del sindicat el 1911.
Socialista i sindicalista compromès, va donar suport a una vaga internacional de mariners convocada el 1911 i es va quedar contrariat davant la falta de suport per part del seu partit i del seu sindicat. En conseqüència, va dimitir de les dues organitzacions i es va afiliar al Partit Comunista dels Països Baixos, d'idees més radicals, i va començar a escriure per a la publicació marxista De Nieuwe Tijd («El Nou Temps»). Més endavant, va deixar els Països Baixos per anar a les Índies Orientals Neerlandeses.
Sneevliet va viure a les Índies Orientals Neerlandeses entre 1913 i 1918, implicant-se ràpidament en la lluita contra el mandat colonial neerlandès. El 1914, va cofundar l'Indische Sociaal-Democratische Vereeniging (ISDV), en què militarien tant indonesis com neerlandesos.
També va tornar a la militància sindical. Es va afiliar al Vereeniging van Spoor- en Tramwegpersoneel, un sindicat de treballadors ferroviaris amb la particularitat de comptar amb treballadors indonesis i neerlandesos entre els seus afiliats. Gràcies a la seva experiència sindicalista, aviat va virar el sindicat cap a posicions més combatives i amb una majoria de membres indonesis. Aquest sindicat posteriorment va formar els fonaments per al moviment comunista indonesi.
L'ISDV, d'ideologia clarament anticapitalista i contrària al règim colonial neerlandès i a les elits privilegiades indonèsies, va topar amb una forta resistència per part dels sectors conservadors, però també de l'SDAP. Així, Sneevliet va abandonar l'SDAP i es va unir a la seva escissió, el Partit Socialdemòcrata (SDP), alhora predecessor del Partit Comunista dels Països Baixos (CPN).
Després de la Revolució Russa de 1917, el radicalisme de Sneevliet va obtenir nombrosos suports entre la població indonèsia, així com entre els soldats i especialment els mariners neerlandesos. Inquietes, les autoritats colonials van forçar Sneevliet a abandonar les Índies i van reprimir l'ISDV. De tornada als Països Baixos, Sneevliet es va implicar en el naixent moviment comunista. Es va consagrar al treball sindical al Secretariat Nacional del Treball (NAS) i va contribuir a organitzar una vaga de transports el 1920.
El mateix any, va assistir al II Congrés de la Internacional Comunista a Moscou, en qualitat de representant del Partit Comunista d'Indonèsia (PKI), creat com a successor de l'ISDV. Sota el pseudònim Maring, Sneevliet va ser elegit membre del Comitè Executiu de la Internacional Comunista. Lenin va quedar prou impactat per Sneevliet com per enviar-lo com a representant del Komintern a la Xina, per a contribuir a la formació del Partit Comunista Xinès. Sneevliet va viure a la Xina entre 1921 i 1923 i va assistir al congrés fundacional del Partit Comunista Xinès el juliol de 1921. Sneevliet era partidari de cooperar amb el Guomindang de Sun Yat-sen, amb qui havia tingut contacte directe en nom del Komintern.
Al començament de 1924, Sneevliet va tornar a Moscou, en haver acabat el seu període com a representant del Komintern a la Xina. El 1924 va tornar de Moscou als Països Baixos per a ocupar el càrrec de secretari del NAS. Es va unir al comitè executiu del Partit Comunista el 1925, tot i que aquest període va estar marcat pel deteriorament de les relacions entre Sneevliet i els seus correligionaris i la majoria de la cúpula del CPN. El desenllaç va arribar el 1927, quan Sneevliet va trencar tota relació amb el CPN i el Komintern. El 1929, Sneevliet va crear un nou partit polític, el Partit Socialista Revolucionari (RSP). Aquesta organització es va centrar en assumptes nacionals i va reeixir en l'organització del moviment dels aturats, la convocatòria d'accions de vaga i la lluita contra l'ascens del feixisme.
Va seguir interessat en els assumptes polítics i socials d'Indonèsia, i el 1933 va ser sentenciat a cinc mesos de presó per mostrar la seva solidaritat amb els marins que van participar al motí de l'HNLMS De Zeven Provinciën, que va ser sufocat per un bombardeig aeri en què van morir 23 mariners i que, per aquella època, va despertar passions en l'opinió pública neerlandesa. El mateix any, encara a la presó, Sneevliet va ser triat membre de la Cambra de Representants. Va romandre en el càrrec fins al 1937.
L'agost de 1933, l'RSP va signar la «Declaració dels Quatre» juntament amb la Lliga Comunista Internacional de Lev Trotski, l'OSP i el Partit Socialista dels Treballadors d'Alemanya. Aquesta declaració va ser plantejada com un pas cap a una nova Quarta Internacional de partits socialistes revolucionaris. A Amsterdam, Sneevliet va formar part del cercle d'Ignace Reiss, en què també hi havia Henriette Roland Holst, Hildo Krop, la princesa Juliana, Ricardo Carvalho i Henri Pieck. Reiss tenia un bitllet de tren per visitar Sneevliet, però va ser assassinat a Lausana el 1937.
El 1938, Sneevliet i l'RSP van rebutjar unir-se a aquesta nova organització internacional i van trencar per tant amb el moviment trotskista. En canvi, l'RSP va formar part del Comitè Marxista Revolucionari Internacional juntament amb el Partit Laborista Independent i el Partit Obrer d'Unificació Marxista (POUM) El deteriorament del clima polític tant a l'estranger com als Països Baixos, juntament amb la lluita constant contra els partits comunistes i socialdemòcrates i les interferències de les autoritats governamentals van afectar Sneevliet i la seva petita organització. Quan va esclatar la guerra, el 10 de maig de 1940, Sneevliet immediatament va dissoldre el Revolutionair Socialistische Arbeiderspartij (RSAP). Mesos després, va fundar juntament amb Willem Dolleman i Abraham Menist un grup de resistència contra l'ocupació alemanya, el Front Marx-Lenin-Luxemburg (MLL-Front). El front es va implicar en gran part en la producció de propaganda a favor del socialisme i en contra de l'ocupació nazi, i va tenir un paper rellevant en la vaga de febrer de 1941.
Com a comunista de renom, Sneevliet va haver d'amagar-se fins i tot abans de començar a participar en la resistència. A la clandestinitat, va publicar un diari anomenat Spartakus i va participar en altres activitats. Va aconseguir mantenir-se fora de l'abast de la policia nazi durant dos anys, però l'abril del 1942 el van arrestar juntament amb la resta de la cúpula de l'MLL-Front. La seva execució va tenir lloc al camp de concentració d'Amersfoort el 12 d'abril de 1942. Va afrontar la mort cantant La Internacional.